# Poliedro
In matematica, e in particolare in geometria solida e in teoria dei grafi, un poliedro è un solido delimitato da un numero finito di facce piane poligonali. Come primi poliedri da prendere in considerazione, per la loro semplicità, vi sono i cubi, i parallelepipedi, le piramidi e i prismi. Fra i poliedri più complessi occupano un ruolo centrale i cinque solidi platonici, noti fin dall'antica Grecia.
Il termine poliedro deriva dal greco πολύεδρον (πολύς, polys = "molti" e ἔδρον, édron = "faccia"). Molti oggetti microscopici naturali (molecole, protozoi, virus, etc.) hanno forme o simmetrie poliedrali. I cristalli si possono presentare in questa forma anche a livello macroscopico.
| Dodecaedro (Poliedro platonico)             | Piccolo dodecaedro stellato (Poliedro di Keplero-Poinsot) |
| Icosidodecaedro (Poliedro archimedeo)       | Prisma stellato (Poliedro uniforme stellato)              |
| Triacontaedro rombico (Poliedro di Catalan) | Ebesfenomegacorona (Poliedro di Johnson)                  |

## Nozioni di base

### Definizione
In matematica non esiste una definizione univoca di poliedro. Nei casi più studiati, i poligoni formano una superficie che delimita una zona solida dello spazio: in questo caso per poliedro si intende questo solido, e non solo i poligoni che ne delimitano la superficie. Nei libri di testo la definizione formale di "poliedro" è spesso accompagnata da ipotesi tecniche aggiuntive, volte ad escludere alcuni casi considerati "patologici". Ad esempio, in Dedò (1999, p. 65) si definisce una superficie poliedrale come un numero finito di poligoni nello spazio tali che:
1. l'intersezione di due facce è vuota oppure è uno spigolo o un vertice,
2. ogni spigolo appartiene precisamente a due facce,
3. due facce adiacenti non sono complanari,
4. fissato un vertice {\displaystyle v} e due facce {\displaystyle f,g} incidenti su {\displaystyle v}, esiste una catena di facce {\displaystyle f_{1},\ldots ,f_{n}} contenenti {\displaystyle v} tali che {\displaystyle f=f_{1}}, {\displaystyle g=f_{n}} e {\displaystyle f_{i}} sia adiacente a {\displaystyle f_{i+1}} per ogni {\displaystyle i}.

La scelta di ipotesi tecniche aggiuntive non è però univoca e dipende fortemente dalla scelta dell'autore. Le ipotesi sopra elencate sono volte rispettivamente ad impedire che:
1. due facce si intersechino nel loro interno (cosa che però si deve ammettere se si vogliono considerare anche i poliedri di Keplero-Poinsot, presenti in questa voce),
2. uno spigolo appartenga a 4, 6 o più facce, come nell'unione di due poliedri che si intersecano solo in uno spigolo,
3. due facce si sovrappongano, o che vi siano spigoli "finti" con angolo diedrale di 180°,
4. un vertice {\displaystyle V} appartenga localmente a 2 o più pezzi distinti, come nell'unione di due poliedri che si intersecano solo in un vertice.

### Facce

Un cubo ha 6 facce quadrate, 12 spigoli e 8 vertici.

I poligoni sono le facce del poliedro. Le facce possono avere le forme più svariate: possono essere tutte congruenti come nel cubo, avere sempre lo stesso numero di lati senza però essere congruenti come in un più generico parallelepipedo, oppure avere numero di lati variabile come in un prisma o una piramide.

### Spigoli
I lati delle facce sono gli spigoli del poliedro; per definizione, uno spigolo appartiene contemporaneamente a due facce distinte e la sua quantità più rappresentativa è la lunghezza. Un poliedro può possedere spigoli di lunghezza costante (come nel cubo) o variabile.
Le due facce che toccano uno spigolo formano un angolo, detto angolo diedrale, che varia in generale da spigolo a spigolo, ma che può assumere un valore costante in alcuni poliedri: per esempio, nel cubo è sempre un angolo retto, mentre nel tetraedro è approssimativamente di 70° 32′.

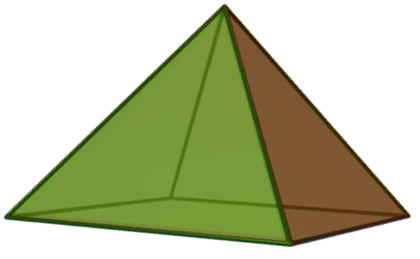
La piramide quadrata ha un vertice di valenza 4 e quattro vertici di valenza 3.

### Vertici
I vertici delle facce (cioè le estremità degli spigoli) sono i vertici del poliedro. Ogni vertice appartiene almeno a 3 facce distinte. Il numero {\displaystyle n} di facce cui appartiene è anche uguale al numero di spigoli che tocca: questo numero è la valenza del vertice.
La cuspide di un vertice è la struttura locale del poliedro intorno a questo.

### Adiacenze e incidenze

Nel tetraedro due facce qualsiasi sono sempre adiacenti.

Si dicono vertici adiacenti del poliedro due vertici che sono estremità di uno stesso spigolo; si dicono spigoli adiacenti del poliedro due spigoli che hanno un vertice in comune; si dicono facce adiacenti del poliedro due facce che hanno uno spigolo in comune. Ciascuna delle tre relazioni di adiacenza fra vertici, spigoli e facce di un poliedro chiaramente è una relazione simmetrica.
Ad esempio, in un tetraedro due vertici e due facce sono sempre adiacenti, mentre uno spigolo è adiacente a tutti gli altri spigoli tranne uno (detto opposto).
Per fissare una terminologia, si introducono anche tre relazioni di incidenza; si dicono incidenti: un vertice e uno spigolo di cui il vertice è estremità; un vertice e una faccia di cui il vertice fa parte; uno spigolo e una faccia della quale lo spigolo è lato.

### Quantità

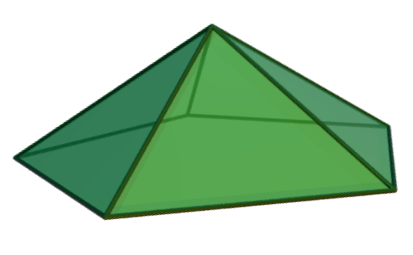
Un esaedro.

Per ogni {\displaystyle F} maggiore o uguale a 4 esiste un poliedro con {\displaystyle F} facce.
Una prima classificazione dei poliedri riguarda il numero delle loro facce: un poliedro di 4, 5, 6, 7, 8, ...12, ...20, ... facce può essere chiamato rispettivamente tetraedro, pentaedro, esaedro, ettaedro, ottaedro,... dodecaedro,... icosaedro,... secondo i prefissi numerici greci usati anche per i poligoni. I nomi ottaedro, dodecaedro e icosaedro sono però generalmente riservati a tre poliedri ben specifici, e non ad un generico poliedro con 8, 12 e 20 facce: si tratta di tre dei 5 solidi platonici.
Il numero di facce, spigoli e vertici di un poliedro forma una terna di numeri indicati con {\displaystyle (F,S,V)}. Il tetraedro è il più piccolo poliedro, nel senso che esso presenta 4 facce, 6 spigoli e 4 vertici, mentre per tutti i poliedri rimanenti valgono le relazioni {\displaystyle F>4}, {\displaystyle S>6}, {\displaystyle V>4.}

## Altre nozioni

### Convessità

La stella octangula è un poliedro non convesso.

Un poliedro convesso è un poliedro che individua un solido convesso. Questa condizione può essere espressa in vari modi equivalenti. 
- Per ogni coppia di punti del solido, il segmento che li unisce è contenuto interamente nel solido (questa è la definizione usuale di insieme convesso nello spazio);
- Per ogni coppia di vertici, il segmento che li unisce è contenuto interamente nel solido;[N 1]
- Il piano contenente ciascuna faccia divide lo spazio in due semispazi, ed il poliedro è interamente contenuto in ciascuno di questi.

Un poliedro non convesso è a volte detto concavo.
I poliedri più noti sono convessi. Mentre la definizione generale di poliedro varia a seconda dell'autore, esiste una definizione di poliedro convesso universalmente accettata dai matematici, descritta sotto. Un semispazio è una delle due porzioni di spazio delimitate da un piano.
Un poliedro convesso è una zona limitata dello spazio ottenuta come intersezione di un numero finito di semispazi.
A partire da questa definizione, è possibile definire le facce come i poligoni ottenuti intersecando il poliedro con i piani che delimitano questi semispazi. Ad esempio, il cubo è un poliedro convesso con 6 facce e può essere ottenuto come intersezione di 6 semispazi, delimitati dai piani contenenti le facce.

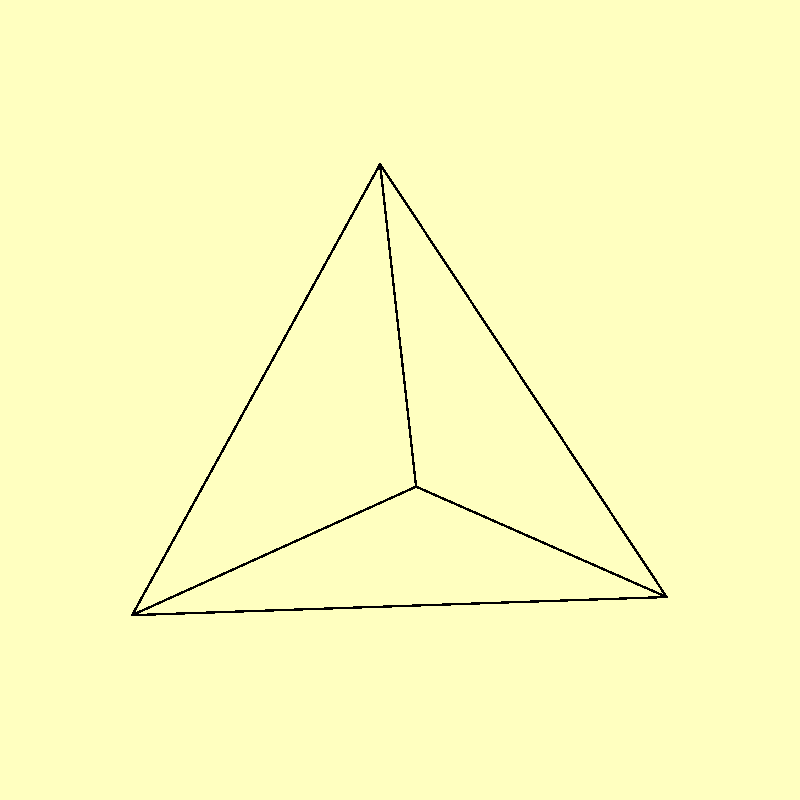
Scheletro del tetraedro, proiettato nel piano.

### Scheletro

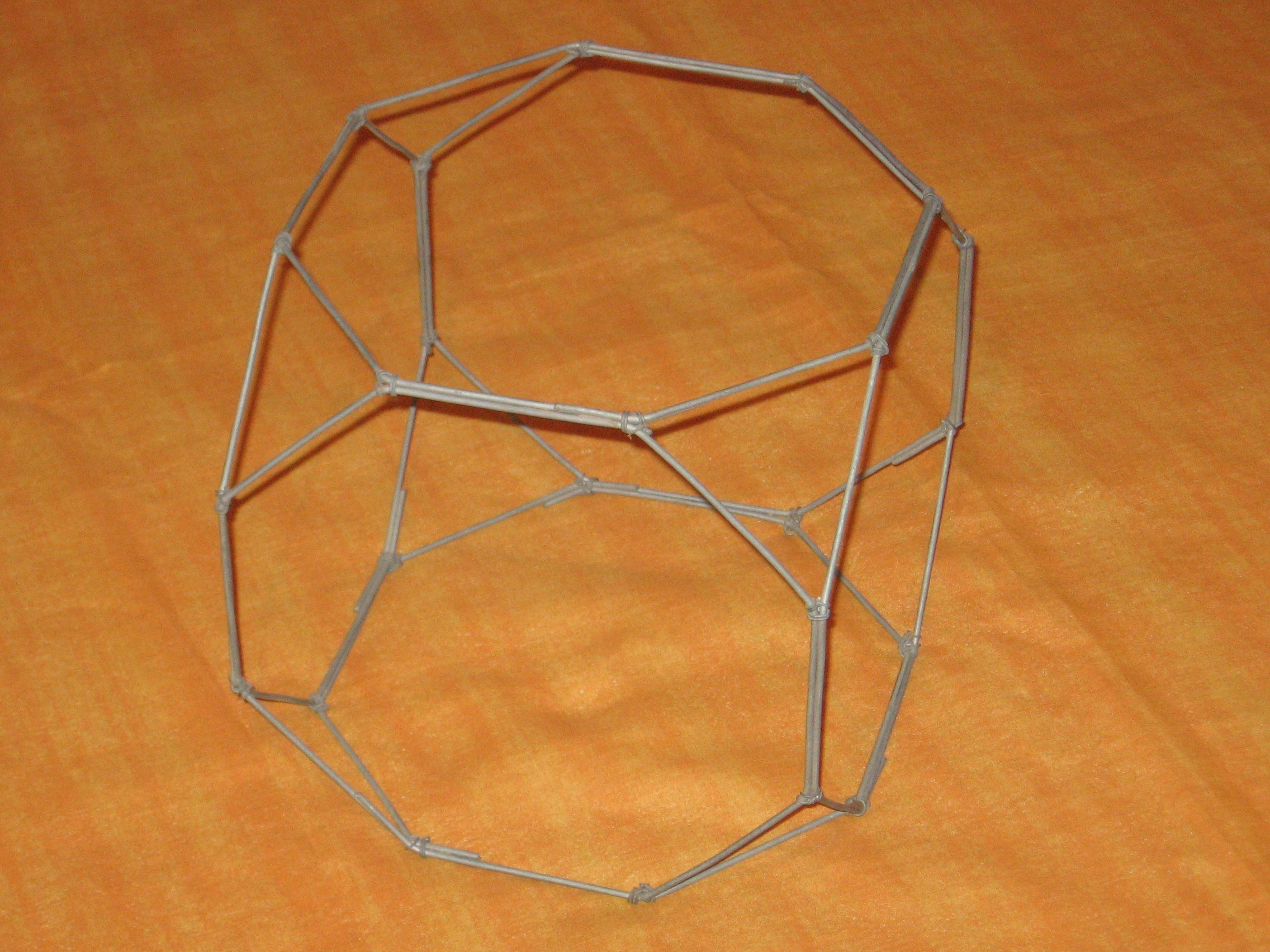
Modello di uno scheletro nello spazio.

Vertici e spigoli di un poliedro formano un grafo, detto scheletro del poliedro. Ad esempio, lo scheletro del tetraedro è un grafo completo con 4 vertici.
Lo scheletro di un poliedro convesso è un grafo planare: infatti è possibile proiettare da un punto interno del poliedro il grafo su una qualsiasi sfera centrata nel punto, e quindi successivamente nel piano tramite una proiezione stereografica. Il grafo di un poliedro più complesso può non essere planare.

### Sviluppo piano

Il dodecaedro...

...e un suo sviluppo.

Lo sviluppo piano di un poliedro è una figura piana che consiste in un certo numero di poligoni accoppiati lungo alcuni lati, che possono essere piegati nello spazio in modo da chiudersi e formare un poliedro. Lo sviluppo piano è uno strumento concreto utile per costruire poliedri di carta.
Qualsiasi poliedro convesso può essere costruito a partire da uno sviluppo piano. Lo stesso poliedro può essere costruito a partire da sviluppi piani differenti: l'insieme dei poligoni presenti è sempre lo stesso (sono le facce del poliedro), ma il percorso che queste formano può essere differente.

### Struttura combinatoria e metrica

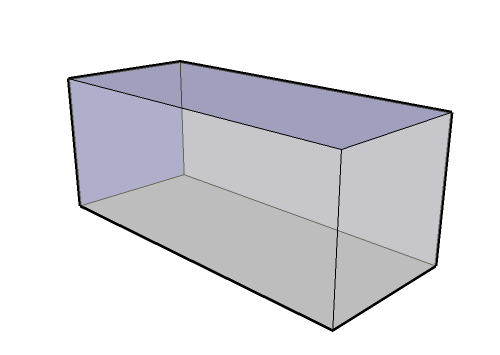
Un parallelepipedo ha sempre la stessa struttura combinatoria, a prescindere dalle lunghezze dei lati e dagli angoli che questi formano.

La struttura combinatoria di un poliedro è l'insieme dei suoi vertici, spigoli e facce e le relazioni di incidenza fra questi. La struttura metrica di un poliedro è invece la struttura del poliedro come spazio metrico, cioè come spazio dotato di distanza fra punti.
Una rotazione intorno ad un asse o una traslazione lasciano immutate le strutture metriche e combinatorie del poliedro. Una omotetia trasforma la struttura metrica (poiché modifica ad esempio le distanze fra i vertici) ma lascia invariata la struttura combinatoria. Più in generale, la struttura combinatoria è più flessibile: ad esempio, due parallelepipedi hanno sempre la stessa struttura combinatoria, ma non necessariamente metrica.
La terna {\displaystyle (F,S,V)} dà una buona descrizione della struttura combinatoria del poliedro: la descrizione non è però completa, perché non contiene tutte le informazioni sulle adiacenze. Un'ulteriore informazione è la valenza dei vertici.

## Proprietà topologiche
Le proprietà topologiche di un poliedro sono quelle che ne descrivono solamente la forma globale. I poliedri più studiati (ad esempio, i convessi) hanno tutti la stessa forma topologica: sono "topologicamente equivalenti" ad una palla; tali poliedri sono detti semplici. Per i poliedri semplici vale una formula importante, detta relazione di Eulero.

### Topologia della superficie

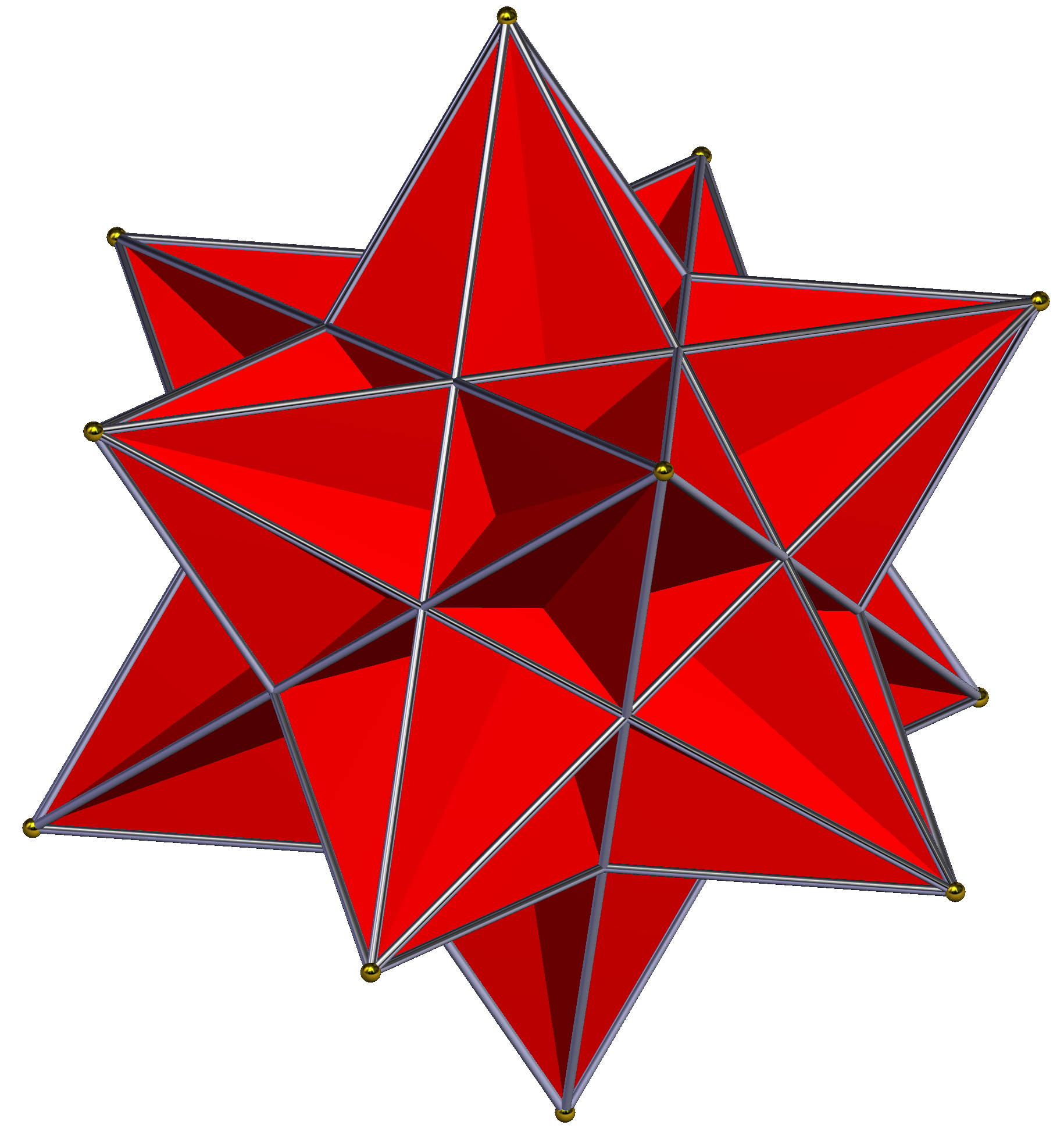
Il grande icosaedro ha 20 facce triangolari che si intersecano fra loro.

La superficie di un poliedro è l'unione delle sue facce. In alcuni casi, come nel grande icosaedro mostrato in figura, queste facce possono intersecarsi, e formare quindi una figura complicata. Quando questo accade, può non essere chiaro quale sia la porzione solida di spazio da considerare effettivamente "compresa" dalle facce. Questo fenomeno è simile a quello che si presenta in dimensione 2 nei poligoni stellati.
Nei casi più studiati però le facce non si intersecano e formano effettivamente una superficie che può essere studiata da un punto di vista topologico: se ne descrive cioè la forma globale, disinteressandosi degli angoli formati localmente dai vari spigoli e vertici. Una superficie delimita sempre una porzione di spazio.

Un poliedro con un buco, avente la topologia di un toro.

Da un punto di vista topologico, una superficie nello spazio è caratterizzata soprattutto dal "numero di pezzi disgiunti" e dal "numero di buchi". Quando questa è formata da un pezzo solo e non ha buchi, è equivalente ad una sfera. I pezzi disgiunti ed il numero di buchi in matematica sono formalizzati rispettivamente con le nozioni di componente connessa e genere. Un poliedro con un buco ha una superficie avente la forma di un toro.
Un poliedro le cui facce formano una superficie con un pezzo solo e senza buchi è detto semplice. I poliedri convessi, e la maggior parte dei poliedri studiati, sono semplici.

### Relazione di Eulero

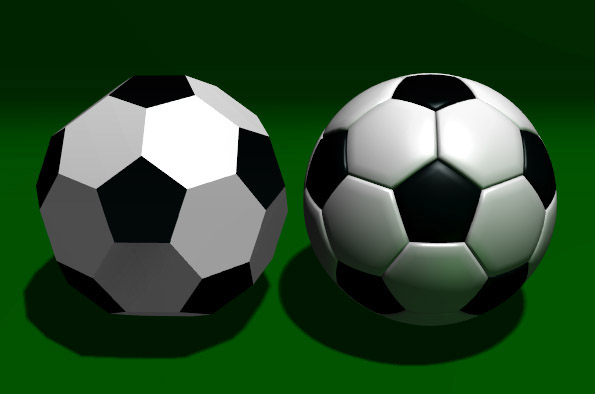
Non è possibile costruire un poliedro convesso i cui vertici hanno valenza 3 e le cui facce sono tutte esagonali. Il pallone da calcio usato normalmente è un icosaedro troncato, le cui facce sono 20 esagoni e 12 pentagoni.

La relazione di Eulero collega i numeri {\displaystyle F}, {\displaystyle S} e {\displaystyle V} delle facce, degli spigoli e dei vertici di un poliedro semplice nel modo seguente:
{\displaystyle F+V-S=2.}
Ad esempio:
- per il cubo: {\displaystyle F=6}, {\displaystyle V=8}, {\displaystyle S=12}, da cui  {\displaystyle F-S+V=6-12+8=2}.
- per il tetraedro: {\displaystyle F=4}, {\displaystyle V=4}, {\displaystyle S=6}, da cui  {\displaystyle F-S+V=4-6+4=2}.
- per il prisma a base pentagonale: {\displaystyle F=7}, {\displaystyle V=10}, {\displaystyle S=15}, da cui  {\displaystyle F-S+V=7-15+10=2}.
- per il dodecaedro: {\displaystyle F=12}, {\displaystyle V=20}, {\displaystyle S=30},  da cui  {\displaystyle F-S+V=12-30+20=2}.

La relazione di Eulero può essere usata per dimostrare ad esempio che non è possibile costruire un pallone da calcio simile a quello in figura ma con facce tutte esagonali.
La relazione di Eulero può non valere nei poliedri non semplici. Ad esempio, in un poliedro a forma di toro come quello mostrato in figura risulta {\displaystyle V-S+F=0}. La quantità {\displaystyle \chi =V-S+F} dipende effettivamente soltanto dalla topologia del poliedro ed è chiamata caratteristica di Eulero-Poincaré: si tratta di una quantità molto importante in topologia.

## Simmetrie
I poliedri più studiati sono quelli che presentano numerose simmetrie. Una simmetria di un poliedro è una isometria dello spazio che trasforma il poliedro in se stesso. Le simmetrie di un poliedro formano un gruppo, detto gruppo di simmetria.

### Tipi di simmetria

Simmetrie del tetraedro: rotazioni intorno ad un asse o riflessione rispetto ad un piano.

Esistono due classi di isometria dello spazio euclideo tridimensionale: quelle che preservano l'orientazione dello spazio (trasformano cioè una mano destra in una mano destra) e quelle che la invertono (trasformano una mano destra in una sinistra). La stessa classificazione si riflette sulle simmetrie di un poliedro.
- Una simmetria del poliedro che preserva l'orientazione deve necessariamente essere una rotazione intorno ad un asse[N 4] indicata con la lettera {\displaystyle c_{n}}, dove n è il numero di rotazioni "unitarie" che riportano il poliedro nella configurazione di partenza (e {\displaystyle {\frac {2\pi }{n}}={\frac {360^{\circ }}{n}}}è l'angolo corrispondente).
- Una simmetria che non preserva l'orientazione può essere:
  - l'inversione rispetto a un punto, detto centro di simmetria, indicata con la lettera {\displaystyle i};
  - una riflessione lungo un piano, detto piano di simmetria {\displaystyle \sigma };
  - la composizione di una riflessione lungo un piano e di una rotazione con asse perpendicolare al piano (rotazione impropria {\displaystyle s_{n}}).

Ad esempio, il tetraedro ha 7 assi di simmetria: quattro per ogni vertice e tre per ogni coppia di spigoli opposti (si veda la figura). Ha inoltre 6 piani di simmetria (uno per ogni spigolo). Le simmetrie sono però in realtà 24. Di queste, 12 mantengono l'orientazione, e sono: l'identità, 2 rotazioni intorno ad ogni asse del primo tipo (di 120° e 240°) e una rotazione di 180° intorno ad un asse del secondo tipo (quindi {\displaystyle 1+2\times 4+3=12}). Ci sono inoltre 12 simmetrie che non mantengono l'orientazione: 6 sono riflessioni lungo piani come in figura, e altre 6 sono composizioni di riflessioni e rotazioni.

### Piani, assi e centro di simmetria
Piani e assi di simmetria sono il risultato della presenza di simmetrie riflessive e rotatorie. L'intersezione di tutti gli assi e di tutti i piani di simmetria può essere un piano, una retta, un punto, o vuota. L'intersezione può essere vuota solo se non vi sono simmetrie. Se l'intersezione è un punto, questo è chiamato centro del poliedro. Se l'intersezione è una retta, questa è l'asse del poliedro.
Ad esempio, il tetraedro ed il cubo hanno un centro. Una piramide quadrata non ha un centro, ma ha un asse.

### Chiralità

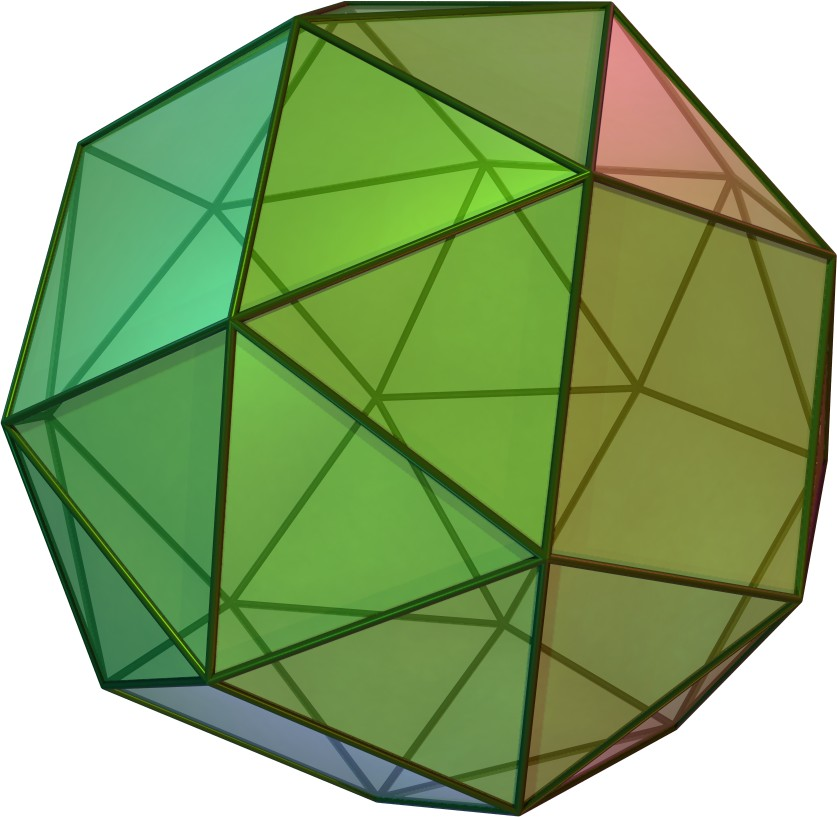
Il cubo simo è chirale; non è cioè equivalente...

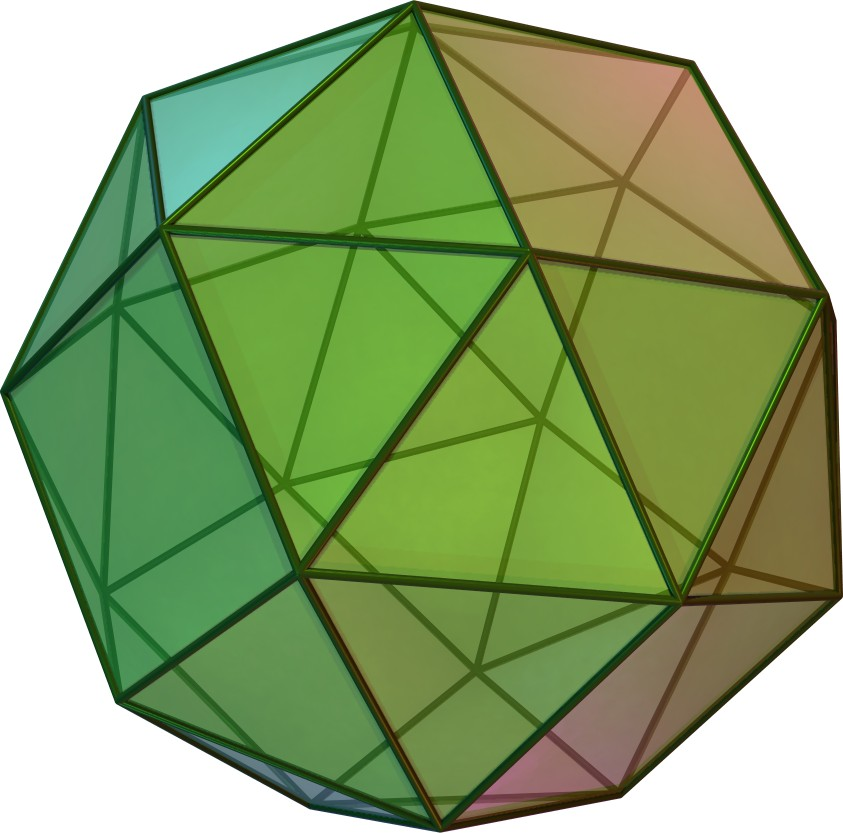
...alla sua immagine riflessa.

Un poliedro è chirale se non è equivalente alla sua immagine riflessa. Più precisamente, un poliedro è chirale se tutte le sue simmetrie sono rotatorie: non ha cioè simmetrie che invertono l'orientazione. Più concretamente, un poliedro chirale si comporta come una mano: si presenta in due forme (una "sinistra" e una "destra") che sono una lo specchio dell'altra.

### Regolarità
Una simmetria sposta un vertice su un vertice, che può essere uguale o diverso da quello di partenza. Analogamente, sposta uno spigolo su uno spigolo, e una faccia su una faccia. La simmetria determina quindi una permutazione dei vertici, degli spigoli e delle facce.

Il dodecaedro rombico è regolare su spigoli e facce, ma non sui vertici: alcuni hanno valenza 3 ed altri valenza 4.

Le simmetrie di un poliedro inducono una relazione di equivalenza sull'insieme dei suoi vertici (e analogamente sull'insieme dei suoi spigoli e delle sue facce): due vertici (o spigoli o facce) sono equivalenti se esiste una simmetria che sposta il primo nel secondo. Due vertici (o spigoli o facce) equivalenti devono avere necessariamente lo stesso aspetto: ad esempio, due vertici equivalenti devono avere lo stesso tipo di cuspide (in particolare, la stessa valenza), due spigoli la stessa lunghezza e lo stesso angolo diedrale e due facce equivalenti devono essere congruenti. Tutte queste condizioni necessarie non sono generalmente sufficienti: possono esistere facce congruenti non equivalenti, spigoli della stessa lunghezza e con lo stesso angolo diedrale non equivalenti, ecc.
Se i vertici di un poliedro sono tutti equivalenti, questo è detto regolare sui vertici. Analogamente, se sono equivalenti tutti gli spigoli o tutte le facce, è detto regolare sugli spigoli o sulle facce. I termini omogeneo e transitivo possono essere usati come sinonimo di regolare.
Un poliedro che è regolare sui vertici, sugli spigoli e sulle facce è detto regolare. Esistono solo 5 poliedri semplici regolari: questi sono i solidi platonici.

### Gruppo di simmetria
Le simmetrie di un poliedro formano un gruppo con l'operazione di composizione. Questo gruppo è sempre un gruppo finito.
Ad esempio, il gruppo di simmetria del tetraedro è il gruppo di permutazioni {\displaystyle S_{4}} di 4 elementi: infatti ogni permutazione dei 4 vertici è realizzata esattamente da una simmetria. Le simmetrie sono effettivamente 4! = 24.
Le simmetrie che preservano l'orientazione formano un sottogruppo, detto gruppo delle rotazioni. Questo può coincidere con tutto il gruppo (se il poliedro è chirale) oppure avere indice 2 (se non è chirale). Il tetraedro non è chirale: il gruppo delle rotazioni è il gruppo alternante {\displaystyle A_{4}}, avente 12 elementi.

L'ottaedro ha 24 simmetrie rotatorie: queste formano il gruppo.

L'icosaedro ha 60 simmetrie rotatorie: queste formano il gruppo.

Nonostante la grande varietà di poliedri esistenti, vi sono poche classi di gruppi di simmetrie possibili. Ad esempio, gli unici gruppi che possono essere gruppi di rotazioni di qualche poliedro sono
{\displaystyle C_{n},D_{n},A_{4},S_{4},A_{5}\,\!}
dove {\displaystyle C_{n}} è il gruppo ciclico di ordine {\displaystyle n}, {\displaystyle D_{n}} è il gruppo diedrale di ordine {\displaystyle 2n}, {\displaystyle S_{n}} è il gruppo simmetrico di ordine {\displaystyle n!} e {\displaystyle A_{n}} è il gruppo alternante di ordine {\displaystyle n!/2}. I gruppi {\displaystyle C_{n}} e {\displaystyle D_{n}} sono ottenuti anche come gruppi di rotazione e di simmetria di un poligono regolare con {\displaystyle n} lati: sono quindi gruppi che si ottengono anche nel piano, e la loro presenza non è quindi sorprendente.
I gruppi {\displaystyle A_{4},S_{4}} e {\displaystyle A_{5}} sono quindi gli unici gruppi di rotazioni essenzialmente tridimensionali. Sono i gruppi di rotazioni dei 5 solidi platonici: {\displaystyle A_{4}} per il tetraedro, {\displaystyle S_{4}} per cubo e ottaedro, {\displaystyle A_{5}} per icosaedro e dodecaedro. I solidi platonici giocano qui (come in molti altri contesti) un ruolo centrale.

## Dualità

Dualità fra il cubo e l'ottaedro.

Due poliedri {\displaystyle P} e {\displaystyle Q} sono duali se hanno i ruoli di vertici e facce scambiati. Più precisamente, ad ogni vertice, spigolo o faccia di {\displaystyle P} corrisponde rispettivamente una faccia, spigolo o vertice di {\displaystyle Q}, in modo che siano preservate adiacenze e incidenze. Ad esempio, se un vertice di {\displaystyle P} è adiacente ad uno spigolo di {\displaystyle P}, la corrispondente faccia di {\displaystyle Q} è adiacente al corrispondente spigolo di {\displaystyle Q}.
In particolare, le terne di numeri {\displaystyle (V,S,F)} dei due poliedri sono l'una l'opposta dall'altra. Ad esempio, il cubo, avente {\displaystyle (V,S,F)=(8,12,6)} è duale dell'ottaedro, avente {\displaystyle (V,S,F)=(6,12,8)}. In molti casi (come questo) la dualità è realizzata in modo che i vertici di {\displaystyle Q} siano punti interni delle corrispondenti facce di {\displaystyle P} (si veda un esempio in figura).
Ogni poliedro convesso ha un poliedro duale, che può essere definito come il risultato di una inversione rispetto ad una sfera. Quando il poliedro ha un centro, è naturale prendere come sfera una sfera centrata in questo punto. La costruzione del duale di poliedri non convessi è più problematica.

## Classi di poliedri

### Prismatoidi
Un prismatoide è un poliedro i cui vertici giacciono in due piani paralleli. 
Tranne rare eccezioni, i prismatoidi hanno generalmente al più un asse di simmetria (ortogonale ai piani paralleli), ed il loro gruppo di simmetrie è ciclico ({\displaystyle C_{n}}) o diedrale ({\displaystyle D_{n}}), simile cioè al gruppo di simmetrie di un poligono nel piano.
Esistono varie famiglie infinite di prismatoidi. Qui sono elencate le più usate.
| Piramide | Prisma | Antiprisma | Prisma stellato | Cupola | Tronco di piramide |
- Una piramide ha una faccia detta base ed un altro vertice collegato a questa tramite facce triangolari.
- Un prisma ha due facce congruenti che giacciono su due piani paralleli, collegate con parallelogrammi laterali.
- Un antiprisma è simile al prisma: ha due facce congruenti su due piani paralleli, collegate però con triangoli.
- Un prisma stellato o un antiprisma stellato è definito analogamente: le due facce sono però poligoni stellati.
- Una cupola ha due facce non congruenti, collegate da rettangoli e triangoli.
- Un tronco di piramide ha due facce non congruenti ma simili, collegate da trapezi.

### Solidi platonici
Esistono esattamente 5 poliedri semplici regolari sulle facce, sugli spigoli e sui vertici. Questi sono i solidi platonici. Questi poliedri sono detti anche regolari.
| Tetraedro(4,6,4)(3,3) | Cubo(6,12,8)(4,3) | Ottaedro(8,12,6)(3,4) | Dodecaedro(12,30,20)(5,3) | Icosaedro(20,30,12)(3,5) |
La tabella indica per ogni solido platonico la terna {\displaystyle (F,S,V)} ed una coppia {\displaystyle (N,M)}, con {\displaystyle N} pari al numero di lati di ogni faccia e {\displaystyle M} pari al numero di spigoli su ogni vertice (cioè la sua valenza). Cubo e ottaedro sono duali, dodecaedro e icosaedro sono duali. Il tetraedro è duale a se stesso (la dualità inverte le terne e le coppie di numeri nelle tabelle).
Il centro di ogni solido platonico è anche centro di una sfera inscritta (interna e tangente a tutte le facce) e di una sfera circoscritta (esterna e contenente tutti i vertici).
I poliedri, per essere regolari, oltre ad avere come facce poligoni regolari tutti uguali, devono anche avere tutti gli spigoli e i vertici equivalenti.
I solidi platonici giocano un ruolo centrale nella geometria solida: sono i solidi che presentano la maggiore regolarità possibile e il maggior numero di simmetrie. I loro gruppi di simmetrie hanno collegamenti con le sezioni più disparate della matematica. Hanno inoltre un posto di rilievo nella storia del pensiero greco, arabo e rinascimentale. Platone, nel Timeo, associò ad ognuno di essi un elemento: al tetraedro il fuoco, al cubo la terra, all'ottaedro l'aria, all'icosaedro l'acqua, mentre ritenne che il dodecaedro fosse la forma dell'universo.

### Poliedri di Keplero-Poinsot
Oltre ai 5 poliedri platonici, esistono altri 4 poliedri regolari non semplici. Le facce di questi poliedri si intersecano vicendevolmente: due di questi, scoperti da Keplero, hanno come facce poligoni regolari stellati; altri due, scoperti da Louis Poinsot, hanno facce regolari non stellate, ma comunque intrecciate.
| Piccolo dodecaedro stellato (12,30,12)(5,5) | Grande dodecaedro (12,30,12)(5,5) | Grande dodecaedro stellato (12,30,20)(5,3) | Grande icosaedro (20,30,12)(3,5) |
I due poliedri stellati hanno come facce 12 pentagoni stellati (pentagrammi). I valori {\displaystyle (F,S,V)} e {\displaystyle (N,M)} hanno lo stesso significato descritto precedentemente. I primi due poliedri sono uno duale dell'altro, come lo sono anche gli ultimi due.

### Poliedri uniformi
Un poliedro uniforme è un poliedro 
- regolare sui vertici,

Il cubottaedro è un solido archimedeo.

- le cui facce sono poligoni regolari.

Il poliedro non è necessariamente semplice. I poliedri uniformi sono catalogati nel modo seguente:
- Famiglie infinite di prismatoidi: prismi, antiprismi, prismi stellati e antiprismi stellati regolari.
- I 5 solidi platonici e i 4 solidi di Keplero-Poinsot, che sono regolari anche su spigoli e facce.
- 13 altri solidi convessi, detti solidi archimedei.
- 54 altri solidi non convessi (con facce convesse o stellate).

I poliedri duali dei poliedri uniformi sono regolari sulle facce e hanno cuspidi regolari. Tra questi, i 13 solidi duali dei solidi archimedei sono detti poliedri di Catalan dal nome del matematico belga Eugène Charles Catalan.

### Solidi di Johnson

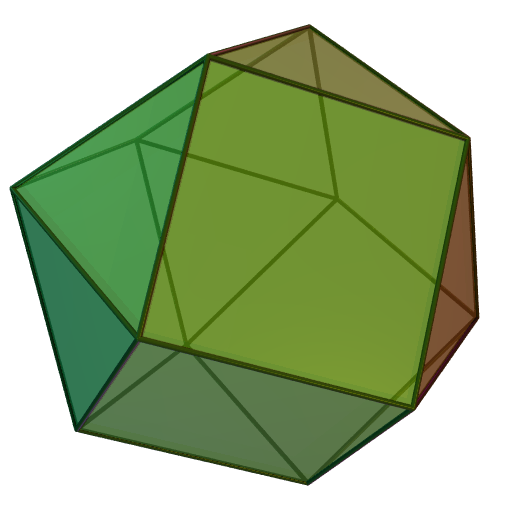
L'ortobicupola triangolare è un solido di Johnson.

Un solido di Johnson è un poliedro convesso 
- non regolare sui vertici,
- le cui facce sono poligoni regolari.

In altre parole, i solidi di Johnson sono i solidi convessi con facce regolari che non sono uniformi.
I solidi di Johnson sono 92, e vengono generalmente indicati con una sigla che va da {\displaystyle J_{1}} fino a {\displaystyle J_{92}}.
I solidi convessi aventi facce regolari sono quindi: prismi e antiprismi regolari (in quantità infinita), i solidi platonici (5), i solidi archimedei (13) e quelli di Johnson (92).

### Poliedri composti

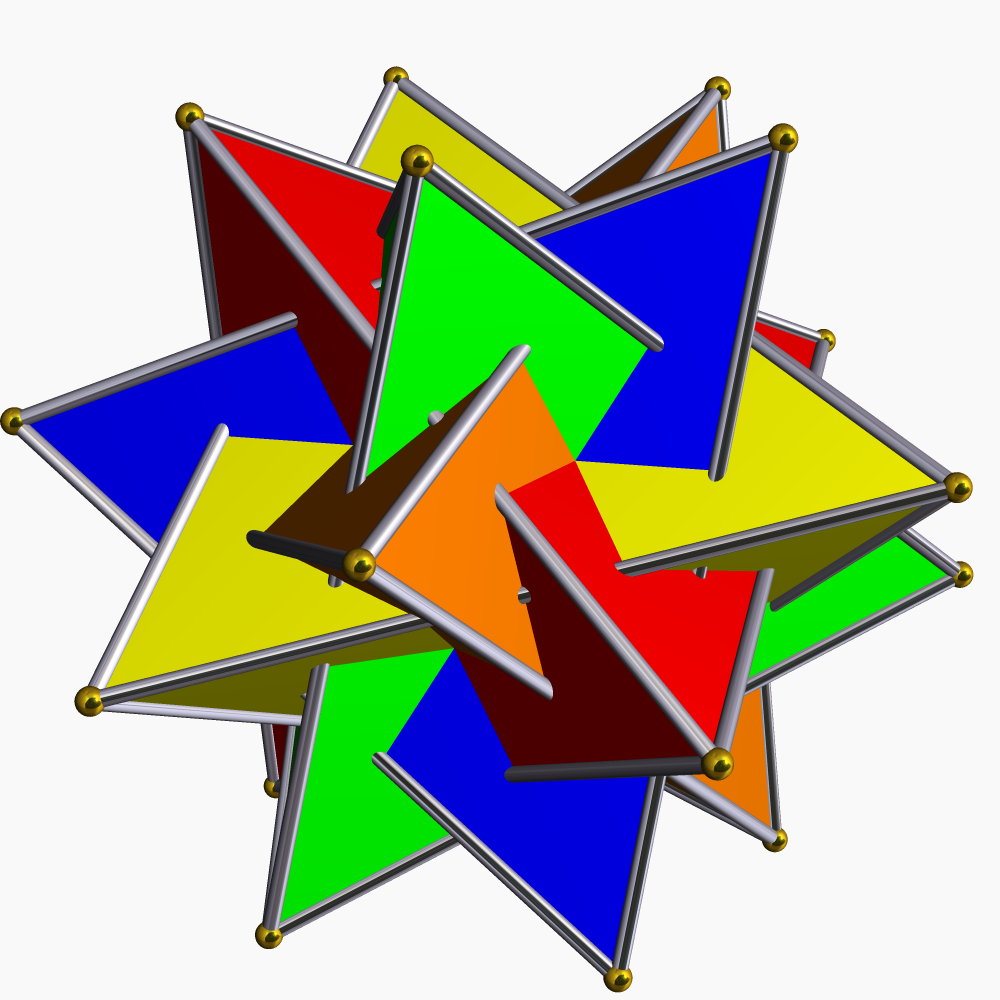
Questo poliedro è unione di cinque tetraedri!

Un poliedro composto è un poliedro ottenuto come unione di più poliedri distinti aventi lo stesso centro. Un poliedro di questo tipo generalmente non è convesso.
Ad esempio, la stella octangula mostrata precedentemente può essere descritta come poliedro composto, formato da due tetraedri, aventi lo stesso centro ma posizionati in modo differente.
I poliedri composti più importanti sono quelli che presentano molte simmetrie. Ad esempio il poliedro mostrato accanto in figura, denominato cinque tetraedri nel dodecaedro, è effettivamente l'unione di 5 tetraedri concentrici: ha {\displaystyle 5\times 4=20} vertici, i quali sono anche i vertici di un dodecaedro regolare.

## Operazioni con i poliedri
Alcune operazioni permettono di trasformare un poliedro in un altro, o di affiancare più poliedri in modo da ricoprire lo spazio.

### Troncamento
Il troncamento di un vertice {\displaystyle v} di un poliedro consiste nell'eliminazione di una porzione di poliedro (una cuspide) tramite un taglio vicino a {\displaystyle v}. Il pezzo da rimuovere è una piramide con vertice in {\displaystyle v} e base determinata dal piano lungo cui viene fatto il taglio. La base è un poligono con {\displaystyle n} lati, dove {\displaystyle n} è la valenza di {\displaystyle v}.
Il nuovo poliedro ha una faccia in più del precedente. Troncando un vertice alla volta, è quindi possibile, partendo dal tetraedro, costruire poliedri con un numero arbitrario 4, 5, 6... di facce.
Molti solidi archimedei sono ottenuti troncando opportunamente tutti i vertici di un solido platonico. Una troncatura variabile può essere usata in alcuni casi per passare da un poliedro al suo duale, come in questa sequenza che collega il cubo all'ottaedro:
| Cubo | Cubo troncato | Cubottaedro | Ottaedro troncato | Ottaedro |

### Stellazione
La stellazione è un'operazione definita da Keplero nel 1619: consiste nell'estendere alcune facce del poliedro fino ad un punto in cui queste si incontrano nuovamente. Con questa operazione Keplero costruì, partendo dal dodecaedro regolare, due dei quattro poliedri noti oggi come solidi di Keplero-Poinsot. La stella octangula è una stellazione dell'ottaedro regolare.
Qui sotto sono elencate alcune stellazioni: una dell'ottaedro regolare (la stella octangula), tre del dodecaedro regolare (le prime due sono i solidi di Keplero), e una dell'icosaedro.
| Ottaedro | Dodecaedro (1) | Dodecaedro (2) | Dodecaedro (3) | Icosaedro |

### Tassellazione
Alcuni poliedri possono essere usati come mattoni per riempire lo spazio senza lasciare buchi, similmente a quanto accade nelle arnie: una tale operazione è detta tassellazione dello spazio (o pavimentazione dello spazio). I poliedri in una tassellazione sono adiacenti lungo le loro facce. Fra i solidi platonici, l'unico in grado di tassellare lo spazio è il cubo; fra i solidi archimedei, vi sono il dodecaedro rombico e l'ottaedro troncato. Ottaedri e tetraedri regolari possono essere usati a coppie per tassellare lo spazio.
| Cubi | Dodecaedri rombici | Ottaedri troncati | Ottaedri e tetraedri |

## Poliedri nel mondo reale

### Naturali

#### Minerali
Molti minerali cristallizzano con una forma, detta abito, che corrisponde ad un poliedro. La pirite si può presentare con tre abiti diversi: con cristalli cubici, ottaedrici o aventi la forma di un dodecaedro non regolare (detto pentadodecaedro o piritoedro). Nessun minerale ha però la forma di un icosaedro o dodecaedro regolare.
| Cubo | Ottaedro | Dodecaedro |
La leucite può avere la forma di un icositetraedro trapezoidale (un solido di Catalan). Il piropo può avere la forma di un dodecaedro rombico (un poliedro di Catalan) e l'aragonite la forma di un prisma esagonale.
| Icositetraedro trapezoidale | Dodecaedro rombico | Prisma esagonale |

#### Radiolari
Molti organismi microscopici hanno forme o simmetrie poliedrali. Tra questi, i radiolari possono avere la forma di un icosaedro regolare o di un geode. Nella forma geodale, è possibile verificare una delle conseguenze della relazione di Eulero descritta sopra: non è possibile costruire un solido i cui vertici hanno valenza 3 e le cui facce sono tutte esagonali. Nella figura sono infatti presenti alcuni pentagoni. Le regolari geometrie degli scheletri di questi microorganismi hanno affascinato dalla fine del XIX secolo molti naturalisti, tra cui Ernst Haeckel e Thompson D'Arcy, che hanno anche cercato una interpretazione integrata fra biologia e geometria sul significato di queste strutture:
| Icosaedro[4] | Geode |

### Artificiali

#### Piramidi
Il solido artificiale più antico di cui è rimasta traccia è sicuramente la piramide.
| Piramidi egizie | Piramide del Louvre |

#### Dadi
Il dado da gioco classico ha la forma di un cubo. Alcuni giochi di ruolo fanno però uso di tutti e 5 i solidi platonici: la regolarità del solido infatti garantisce che ogni faccia abbia la stessa probabilità di uscire dopo un lancio (naturalmente la densità del solido dev'essere uniforme).
| I solidi platonici e due trapezoedri usati come dadi. |
Per mantenere la stessa probabilità è sufficiente che il solido sia regolare sulle facce: per questo motivo vengono usati anche i trapezoedri. Ad esempio, due trapezoedri con 10 facce come in figura usati simultaneamente permettono di sorteggiare un numero da 0 a 99.

#### Cupole geodetiche
Una cupola geodetica è un solido con molte facce, la cui forma è molto simile a quella di una sfera (o di una porzione di questa). Come nei radiolari mostrati sopra, nelle cupole geodetiche è spesso facile verificare gli effetti della relazione di Eulero.
| Disneyworld | Montréal | Museo Dalí a Figueres |